# Birth of Violence
Birth of Violence è il sesto album in studio della cantante statunitense Chelsea Wolfe, pubblicato il 13 settembre 2019 dalla Sargent House.

## Tracce
1. The Mother Road – 4:20
2. American Darkness – 4:48
3. Birth of Violence – 4:20
4. Deranged for Rock & Roll – 3:31
5. Be All Things – 4:20
6. Erde – 3:31
7. When Anger Turns to Honey – 3:09
8. Dirt Universe – 4:36
9. Little Grave – 3:22
10. Preface to a Dream Play – 3:52
11. Highway – 2:50
12. The Storm – 1:07